# Gabriel Banon
Pour les articles homonymes, voir Banon.
Gabriel Banon, né le 6 janvier 1928 à Casablanca et mort le 26 février 2024, est un homme d'affaires, économiste et consultant franco-marocain.

## Biographie
Gabriel Banon est le fils de Jacob Banon (1904-1983), juriste proche de Mohammed V puis de Hassan II et président de la communauté juive de Casablanca durant de nombreuses années.
Natif de Casablanca, Gabriel Banon fait ses études au lycée Lyautey, puis à Lyon, où il décroche une licence en droit ; il étudie également à Oslo (diplôme d'ingénieur civil).

### Carrière
De retour au Maroc, Gabriel Banon participe à la création de la chambre syndicale des ingénieurs du Maroc, puis à celle de l'école des responsables syndicaux de l'UMT (premier syndicat marocain) de Rabat. Membre du cabinet du ministre de l'Industrie Thami Ouazzani, il retourne en France en 1956, pour s'acquitter de son service militaire. Durant son service, il est envoyé en Israël, où il est conseiller du commandant en chef de l'armée de l'air israélienne Dan Tolkovsky.

#### Entrepreneuriat
De 1957 à 1961, Gabriel Banon est directeur des usines Japy du groupe Worms (sous la direction d'André Dewavrin), puis directeur des usines du groupe Alfa Laval de 1961 à 1971.
En 1969, il est fait conseiller pour la politique industrielle auprès du président français Georges Pompidou, et est nommé à la tête de l'Institut de développement industriel (IDI),, dont il fut le premier directeur, jusqu'en 1973,.
Dirigeant de la société Siersatom (industrie nucléaire) de 1973 à 1980, et de Sofinem de 1981 à 1984, il devient ensuite président-directeur général de deux sociétés : Winvest, société d'investissement (qui sera absorbée par sa filiale américaine, et dans laquelle étaient associés notamment l'ancien président Gerald Ford et l'ancien sous-secrétaire d'Etat Lawrence Eagleburger) à partir de 1984, et Solitair Kapital AB, société de leasing d'avions, à partir de 1997.
Il fut également vice-président national du Centre des jeunes dirigeants d'entreprise (CJD) en France, membre du conseil du Comité national de l'organisation française et de la Fondation nationale pour l'enseignement du management. Aux États-Unis, il est membre du conseil consultatif de l'Université de Caroline du Sud à Columbia de 1986 à 1992.

#### Consultant
Peu après les Accords d'Oslo, en décembre 1993, Gabriel Banon rencontre Yasser Arafat. Celui-ci le prend comme conseiller économique en chef,. L'Autorité palestinienne le nomme ensuite à la tête d'une société conseil à but non lucratif, la "Strategic and Development Policy Advisors",, basée en France, et chargée d'assister la Palestine dans sa politique de développement économique,,. Les différentes missions dont sont alors chargées la SDPA comprennent notamment de porter assistance au PECDAR, et de gérer le reversement par Israël des fonds de pension palestiniens. Arafat met fin à cette dernière mission en janvier 1997 pour la confier à un autre groupe de gestion.
Via la SDPA, Gabriel Banon s'occupe également du développement du réseau téléphonique sur le territoire palestinien, de la création du port de Gaza, et de la fondation de la Lettre économique palestinienne, en partenariat avec l'agence de presse palestinienne Wafa. Le rédacteur en chef en est Stéphane-Xavier Trano ; le mensuel cesse sa parution début 1997.
En 2005, Gabriel Banon est conseiller auprès du Conseil de sécurité économique de la fédération de Russie.
Il participe à de nombreux travaux pour la fondation Initiatives et Changement,, est le secrétaire général du groupe de travail israélo-palestinien de Caux pour la paix et la réconciliation (Caux Working Group for Peace and Reconciliation) en 2009,, et reste conseiller spécial pour plusieurs gouvernements africains.
En 2012, il est chroniqueur en économie et en géopolitique de la radio marocaine Luxe Radio.
Le 15 janvier 2019, Banon critique la ministre israélienne de l’Égalité sociale, Gila Gamliel (d'origine libyenne et yéménite) à la suite de la demande par cette dernière à sept pays arabes (dont le Maroc, son pays d'origine) de la somme de 250 milliards, au titre d’indemnisations pour les juifs chassés de sept pays arabes. Pour lui, l'inclusion du Maroc dans cette demande relève d’une « ignorance crasse des réalités marocaines ».

### Vie privée
Gabriel Banon partageait sa vie entre le Maroc, les États-Unis et la Suisse,.
Il est le père de quatre enfants : Patrick, écrivain et chercheur affilié à la chaire « Management et Diversité » de l'université Paris-Dauphine, Bruno, comédien et professeur d'art dramatique, et Anilore, artiste collagiste et sculptrice divorcée de l'avocat Pierre Lellouche, enfants de Guilaine Banon, et  Tristane, fille d'Anne Mansouret, née hors mariage, reconnue à la naissance par Gabriel Banon.

### Mort
Gabriel Banon décède le 26 février 2024 à l'âge de 96 ans.

## Œuvres

### Essais
- Gabriel Banon (préf. Charles Penz), Vaine recherche, Éditions Paul Bory, 1956, 81 p.
- Gabriel Banon et Daniel Huguenin (préf. Michel Drancourt), Le Parti de l'Entreprise, Fayard, 1970, 154 p.
- Gabriel Banon et Daniel Huguenin, Entreprendre pour quoi faire ?, Denoël, coll. « Cibles », 1972, 148 p.
- Pas d'orchidées pour l'entreprise, Paris, Éditions Encre, 1983, 223 p. (ISBN 2-86418-142-8 et 9782864181422).
- La Paix de tous les dangers, Éditions Val de France, 1998, 222 p. (ISBN 2-84382-039-1 et 9782843820397)
- Le Partage de la Mémoire, Séguier, 2010, EDDIF  (ISBN 978-99541-0320-3)
- Un regard sur le monde, Éditions du Patrimoine, 2014
- Vaine recherche. Soixante ans après, Éditions du Patrimoine, 2016
- Clés de géopolitique, La Croisée des chemins, 2018, EDDIF  (ISBN 978-99541-0655-6)
- Divagations amoureuses, La Croisée des chemins, 2018, EDDIF   (ISBN 978-99541-0666-2)